# Steep Canyon Rangers
Steep Canyon Rangers is een Amerikaanse bluegrassband uit Asheville en Brevard, North Carolina. Hoewel geformeerd in 2000, is de band sinds 2009 algemeen bekend geworden door de samenwerking met acteur/banjospeler Steve Martin. In 2013 won het soloalbum Nobody Knows You van de Steep Canyon Rangers de Grammy Award voor het beste bluegrassalbum. Het jaar ervoor werd hun samenwerking Rare Bird Alert met Steve Martin in 2012 genomineerd voor dezelfde prijs. Steep Canyon Rangers heeft 9 soloalbums opgenomen plus twee samenwerkende albums met Steve Martin. SCR trad bijna een decennium op als kwintet voordat het intermitterend toeren begon als sextet met Steve Martin. De band presteert nog steeds in beide configuraties. In mei 2013 begonnen Steve Martin en SCR op te treden met Edie Brickell nadat zij en Martin samen Love Love Come for You schreven en opnamen.

## Bezetting
- Woody Platt (akoestische gitaar, leadzang)
- Graham Sharp (banjo, lead/harmoniezang)
- Mike Guggino (mandoline, harmoniezang)
- Nicky Sanders (viool, zang)
- Mike Ashworth (boxkit, cajón, zang)
- Barrett Smith (contrabas)

Voormalige leden
- Lizzie Hamilton
- Charles Humphrey

## Geschiedenis
Steep Canyon Rangers werd geformeerd in 2000 terwijl ze studenten waren aan de University of North Carolina in Chapel Hill. De kerngroep bestond uit Woody Platt (gitaar), Graham Sharp (banjo) en Charles R. Humphrey III (contrabas). Al vroeg werd Platts jeugdvriend Mike Guggino (mandoline) gevraagd mee te doen. Met de oorspronkelijke violiste Lizzie Hamilton, die het kwintet voltooide, verzamelde Steep Canyon Rangers fans in de Verenigde Staten met festivals van North Carolina tot Colorado. De twee albums Old Dreams and New Dreams en Mr. Taylor's New Home met originele muziek werden opgenomen met de vroege bezetting. In 2001 wonnen de Rangers de eerste prijs in Lyons (Colorado) bij de Rockygrass Festival-bandcompetitie, wat de Rangers het jaar daarop een optreden op het hoofdpodium opleverde. Hamilton verliet de band in 2003, maar het zware toeren ging door met een rotatie van violisten in de aanloop naar de gelijknamige cd Steep Canyon Rangers (uitgebracht in 2004) bij Rebel Records. Het album bevatte een dozijn meer originele nummers en bevatte gastviolisten zoals Josh Goforth.
In 2004 benaderde Nicky Sanders de band voor de positie van fulltime violist en trad vervolgens in juli toe. The Rangers namen hun vierde album One Dime at a Time op in 2005 met producent Mike Bub (Del McCoury Band). Het jaar daarop won de band de «Emerging Artist of the Year» bij de uitreiking van de International Bluegrass Music Association Awards. Na het uitbrengen van hun vijfde album in 2007, ontving de band nog twee IBMA-nominaties voor «Best Album» (Lovin' Pretty Women) en «Gospel Performance of the Year» (Be Still Moses). In 2010 werd Sanders' vioolmelodie Mourning Dove genomineerd voor IBMA «Instrumental Song of the Year».
In mei 2009 werden Steep Canyon Rangers door banjospeler/komiek Steve Martin gevraagd om met hem op te treden (als sextet) in een benefietconcert voor de Los Angeles Public Library met banjo en komedie. Deze eerste gezamenlijke uitvoering vond plaats in Club Nokia in Los Angeles en werd met veel lof ontvangen. Martin vroeg de Rangers hem vervolgens te vergezellen op een bluegrass-wereldtournee en nam de band mee naar locaties zoals Carnegie Hall (New York), Royal Festival Hall (Londen) en het Wang Center in Boston. In Engeland trad de band ook op in de veelgeprezen muziek-tv-show Later with Jools Holland. Op 27 juni 2009 waren Steve Martin en SCR te horen in een uitzending van A Prairie Home Companion. Kort daarna speelde Martin met de band op het Hardly Strictly Bluegrass-festival in San Francisco en de Benaroya Hall in Seattle. Martin verscheen met de Steep Canyon Rangers op het Bonnaroo Music Festival 2010 en vervolgens bij Austin City Limits op 6 november 2010. Op 4 juli 2011 voerden Martin en SCR A Capitol Fourth Celebration uit op de West Lawn van het US Capitol Building.
In de zomer van 2010 namen Steve Martin en SCR hun eerste gezamenlijke album Rare Bird Alert op bij Echo Mountain Recording in Asheville, North Carolina. Het album bevat nummers die voornamelijk zijn gecomponeerd door Martin en gastzangoptredens van Paul McCartney en de Dixie Chicks. De cd werd in maart uitgebracht en vervolgens, op 29 september 2011, werden Martin en de Rangers gezamenlijk uitgeroepen tot entertainers van het jaar tijdens de IBMA Awards-ceremonie in Nashville (Tennessee). In mei 2012 speelden Martin en de Rangers op de 5e jaarlijkse DelFest als hoofdact. In september 2017 bracht Steep Canyon Rangers The Long-Awaited Album uit met Steve Martin. Een paar maanden later werd Out in the Open uitgebracht op 26 januari 2018, maar zonder Steve Martin in de band.
In 2011 tekende Steep Canyon Rangers een contract bij Rounder Records met zanger Woody Platt. De band heeft drie platen opgenomen bij het label en twee samenwerkingen met Steve Martin. Percussionist Michael Ashworth werd in 2013 aan de tournee toegevoegd en voegde zich vervolgens in de herfst bij de Rangers als voltijds lid. Ashworths optredens bevatten een kenmerkende boxkit, bestaande uit meerdere cajóns vermengd met standaard en gemodificeerde drumhardware. Het wordt ook wel een cajón drumkit genoemd. In 2013 won het soloalbum Nobody Knows You van de Steep Canyon Rangers de Grammy Award voor het beste bluegrass-album. Het jaar ervoor werd hun samenwerking met Steve Martin, Rare Bird Alert, in 2012 genomineerd voor dezelfde prijs.
Op 1 december 2017 kondigde Charles Humphrey III aan dat hij de band zou verlaten om andere muzikale en niet-muzikale passies na te streven dan Steep Canyon Rangers. Humphrey is van plan met zijn Songs from the Road Band op tournee te gaan. In januari 2018 werd Barrett Smith aangekondigd als de nieuwe bassist van de Steep Canyon Rangers.

## Discografie

### Singles
- 2011: Me and Paul Revere (Steve Martin en Steep Canyon Rangers)
- 2014: Pretty Little One (Steve Martin en Steep Canyon Rangers featuring Edie Brickell)
- 2015: Test Of Time (Duet met Steep Canyon Rangers en Edie Brickell)
- 2020: California (Steve Martin en Steep Canyon Rangers)

### Albums
- 2001: Old Dreams and New Dreams (Steep Canyon Music)
- 2002: Mr. Taylor's New Home (Bonfire Records)
- 2004: The Steep Canyon Rangers (Rebel Records)
- 2005: One Dime at a Time (Rebel Records)
- 2007: Lovin' Pretty Women (Rebel Records)
- 2009: Deep in the Shade (Rebel Records)
- 2011: Rare Bird Alert (met Steve Martin) (Rounder Records)
- 2012: Nobody Knows You (Rounder Records)
- 2013: Tell The Ones I Love (Rounder Records)
- 2014: Steve Martin and the Steep Canyon (Rangers featuring Edie Brickell LIVE) (Rounder Records)
- 2015: Radio (Rounder Records)
- 2017: The Long-Awaited Album (met Steve Martin) (Rounder Records)
- 2018: Out in the Open (Ramseur Records)
- 2019: North Carolina Songbook (Yep Roc Records)
- 2020: Be Still Moses (Rounder Records)

### Muziekvideo's
- 2011: Jubilation Day" (met Steve Martin)
- 2012:	Long Shot
- 2013:	Tell the Ones I Love
- 2015:	Radio